# Silenen
Silenen és un municipi del cantó d'Uri (Suïssa).